# Yoon Sang-won

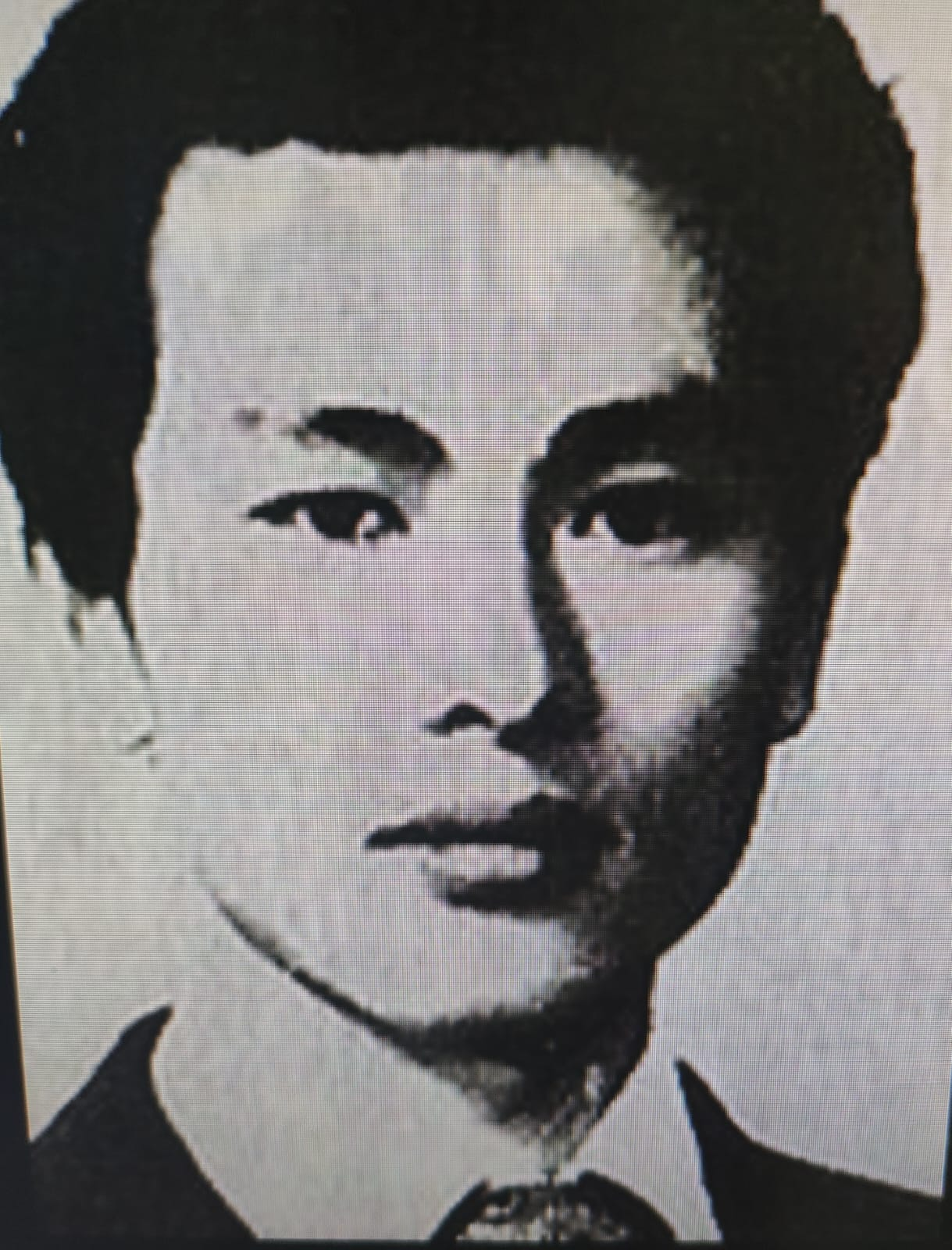
Yoon Sang-won

Yoon Sang-won (koreanisch: 윤상원; Hanja: 尹祥源; * 19. August 1950; † 27. Mai 1980) war ein südkoreanischer Aktivist und Sprecher der Bürgermiliz während der Gwangju-Demokratisierungsbewegung 1980. Yoon wurde am letzten Tag des Aufstands getötet und ist seitdem in Südkorea als Märtyrer der Demokratisierungsbewegung bekannt.

## Leben und politische Aktivität
Yoon Sang-won wurde im Bezirk Gwangsan, Gwangju, geboren und besuchte in den 1970er Jahren die Universität Chonnam. Als Gegner der Militärdiktatur unter Park Chung-hee kündigte Yoon 1978 seinen Job bei einer Bank, um sich dem politischen Aktivismus zu widmen.
Yoon arbeitete an der Organisation von Arbeitergruppen und half bei der Gründung der Nationalen Demokratischen Arbeiterliga am 1. Mai 1980. Am 18. Mai desselben Jahres brach in Gwangju ein Bürgeraufstand gegen die Militärherrschaft aus, und Yoon wurde schnell zum führenden Sprecher des sich organisierenden Komitees für den demokratischen Kampf. Als die Streitkräfte den Aufstand gewaltsam niederschlugen, verstärkte sich der bewaffnete Widerstand. Yoon und die verbliebenen Mitglieder der Miliz zogen in das Hauptgebäude des Provinzbüros von Jeonnam, das de facto zum Hauptquartier des Widerstands wurde. Die Protestierenden konnten das Gebäude bis zum 27. Mai, als es von den Streitkräften gestürmt wurde, befestigen und halten. 
Yoon wurde am frühen Morgen bei einem letzten Versuch, das Gebäude zu verteidigen, getötet. Die Gwangju-Demokratisierungsbewegung endete an diesem Tag, wurde aber als Vorläufer des Junikampfs von 1987 angesehen, der später im selben Jahr zu den ersten freien und demokratischen Wahlen des Landes im Rahmen der umfassenderen Demokratisierungsbewegung, bekannt als Minjung, führte.